# جائزة جنوب إفريقيا الكبرى 1966
جائزة جنوب أفريقيا الكبرى 1966 هو سباق فورمولا 1 أقيم بتاريخ 1 يناير 1966 في حلبة الأمير جورج، جنوب أفريقيا. حلّ البريطاني مايك سبنس أولا.